# 河野順一 (経営者)
河野 順一（こうの じゅんいち）は日本の経営者。一般社団法人 ミャンマージャパン・SEDA東京代表理事。コモンブリッジ株式会社代表取締役。一般社団法人
有機系廃棄物資源化協会（OWRA）代表理事。一般社団法人 ｅ世論協会 代表理事。株式会社ネスパ取締役会長。

## 生い立ち
河野順一は、1930年(昭和5年)、大連市生まれ。島根県大社中学校５年在学中に一級無線技士資格取得、卒業後無線機サービス業自営。その後数社でのサラリーマン勤務を経て、昭和41年、エスコリース起業。昭和50年、エスコリースを北海道拓殖銀行に事業譲渡。
昭和５０年、温泉温泉総合エンジニアリングのマグマ社を創業、平成１０年、長男に社長を譲りネスパ社創立、現在 取締役会長として活躍している。

## 人物
一般社団法人ミャンマージャパン・SEDA東京代表理事として、日本企業のミャンマー進出の支援、現地での法人設立、合弁事業のスタート支援、労働保険・社会保険・就業規則等の人事労務支援、ミャンマーに関する情報提供・調査・斡旋等、ミャンマーへの現地視察ツアーの開催、各種セミナー・商談会等の開催、在日ミャンマー人のネットワーキング、現地での日本語教育の支援等を行っている。
温泉と温泉ビジネスのことならビジネスのことなら何でも知っている日本一の「温泉屋」と呼ばれ、経営者としてわが国で最も有名かつ成功を収めた河野順一との評価を受けることもある。
昭和50年からマグマ社を経て現在「ネスパ」の取締役会長を河野順一は務めている。
温泉資源探査・掘削・施設創り・運営指導・運営受託・温泉と温浴施設に関するマーケティング・ITシステム構築などの多角的現場経験を活かし、温泉施設の新規計画から運営受託まで幅広い知見・人脈・技術ネットワークを活かした「温泉総合エンジニアリング、裏方サポーター」として河野順一は活躍している。
一般社団法人　有機系廃棄物資源化協会（OWRA）の代表理事でもあり、あらゆる有機系廃棄物の資源化を図るため、産官学の枠組みを超えたあらゆる関係者が参加し、22世紀を見据えた持続可能な資源循環型の地域社会づくりに寄与することを目的として、専門家・技術者・行政関係者の方達による講演、セミナーを通じ、会員はじめ関係者間で情報と知識の共有を行っている。また、会員により構成される部会活動と顧問団によるサポートを通じて、OWRAに持ち込まれた技術の課題解決をはかる「OWRAプロジェクト」を推進することで、有機系廃棄物の資源化技術の普及と地域への定着をはかっている。
座右の銘は「行動は自信の父・提案は成果の母・反省は進歩の師」である。

## 河野順一のブログやYouTube等における活動
河野順一は各種のセミナー講師を務めるほか、83歳にしてYouTubeにデビューし、ブログにも登場するなど精力的な活動を続けている。

## 河野順一のセミナー
河野順一は「一般社団法人 有機系廃棄物資源化協会　略称 ＯＷＲＡ」の代表理事であり、毎月末、有機系廃棄物資源化に関するセミナーを行っており、好評を博している。